# Ryan Jastrab
Ryan Jastrab (né le 17 juillet 2000) est un coureur cycliste américain, qui participe à des compétitions sur route et sur piste,. Sa sœur Megan est également coureuse cycliste.

## Biographie
En 2015, Ryan Jastrab remporte les titres juniors dans l'omnium et la course aux points aux championnats des États-Unis sur piste. Il s'impose également sur une étape du Tour de l'Abitibi, manche de la Coupe des Nations Juniors.
En 2019, il rejoint l'équipe continentale américaine Wildlife Generation-Maxxis. Durant l'été, il termine troisième du Manhattan Beach Grand Prix, course du calendrier national. Sur piste, il obtient une médaille de bronze en poursuite par équipes aux championnats des États-Unis sur piste. 

## Palmarès sur route
- 2018
  - 2e étape du Tour de l'Abitibi
  - 2e du championnat des États-Unis du critérium juniors
- 2019
  - 3e du Manhattan Beach Grand Prix
- 2022
  - Race Avenue Criterium
  - Electric City Classic

## Palmarès sur piste

### Championnats des États-Unis
- 2018
  -  Champion des États-Unis de course aux points juniors
  -  Champion des États-Unis de l'omnium juniors
- 2019
  - 3e de la poursuite par équipes
- 2021
  - 2e de la course à l'américaine
  - 2e de la course à l'élimination
  - 3e de la course aux points
- 2022
  - 2e de la course à l'élimination
  - 2e de la course à l'américaine